# Contaminación por partículas

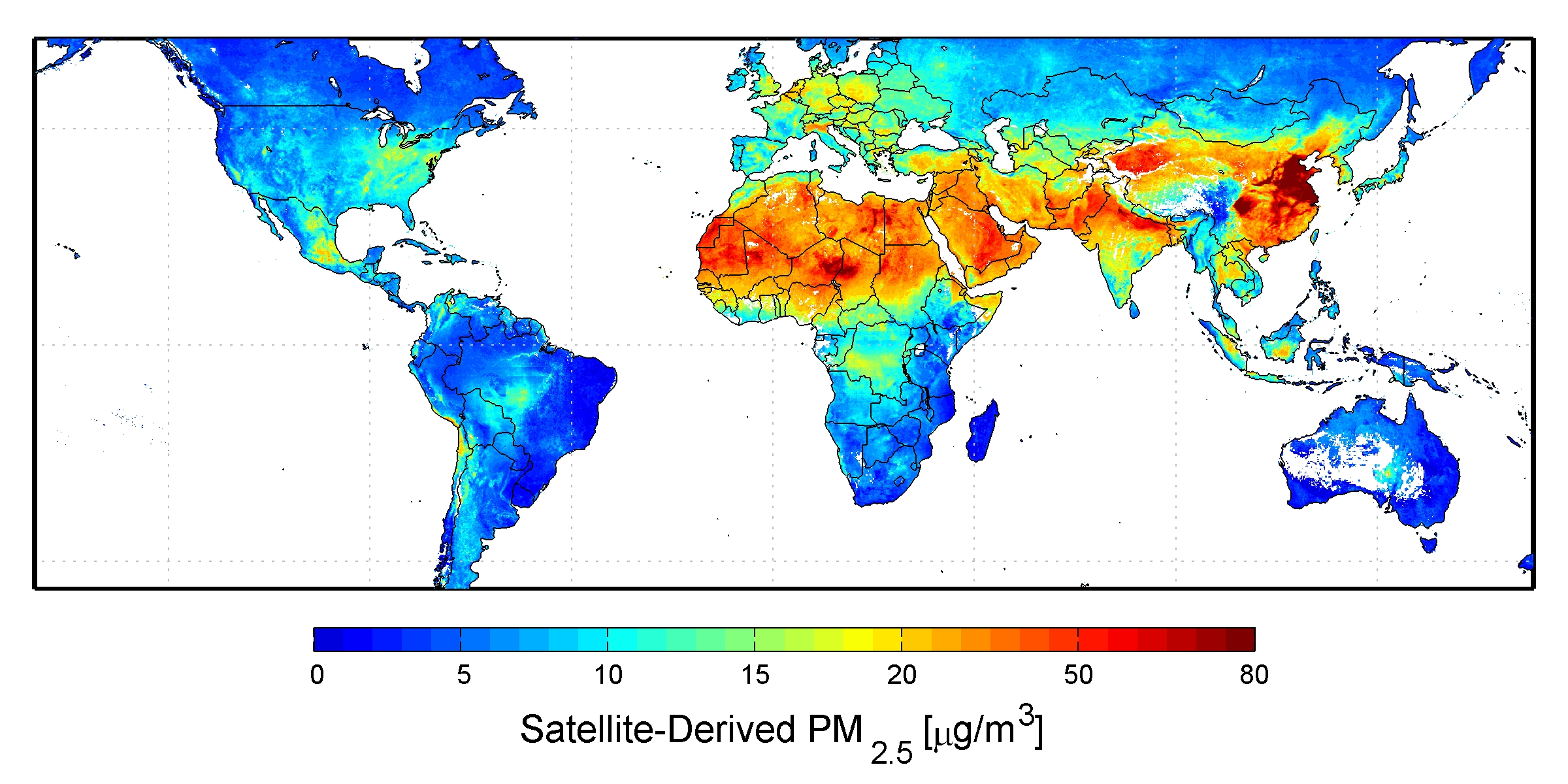
Distribución global media de las concentraciones de partículas (PM2.5) (2001-2006).

La contaminación por partículas es la contaminación de un ambiente que consiste en partículas suspendidas en algún medio. Hay tres formas primarias: partículas atmosféricas, desechos marinos, y desechos espaciales. Algunas partículas se liberan directamente de una fuente específica, mientras que otras se forman en reacciones químicas en la atmósfera. La contaminación por partículas se puede derivar de fuentes naturales o procesos antropogénicos. 
PM10 y PM2.5 son los dos principales umbrales o estándares de referencia para medir la contaminación por materiales suspendidos.

## Partículas atmosféricas
La materia particulada atmosférica, también conocido como materia en partículas, o PM, describe sólidos y / o partículas de líquido suspendidas en un gas, más comúnmente la atmósfera de la Tierra. Las partículas en la atmósfera se pueden dividir en dos tipos, dependiendo de la forma en que se emiten  Las partículas primarias, como el polvo mineral, se emiten a la atmósfera. Las partículas secundarias, como el nitrato de amonio, se forman en la atmósfera a través de la conversión de gas a partícula.

## Desechos marinos
Los desechos marinos y los aerosoles marinos se refieren a partículas suspendidas en un líquido, generalmente agua en la superficie de la Tierra. Las partículas en el agua son un tipo de contaminación del agua medida como sólidos suspendidos totales, una medición de la calidad del agua que figura como un contaminante convencional en la Ley de Agua Limpia de los Estados Unidos , una ley de calidad del agua. En particular, algunos de los mismos tipos de partículas pueden suspenderse tanto en el aire como en el agua, y los contaminantes pueden transportarse específicamente en el aire y depositarse en el agua, o caer al suelo como lluvia ácida. La mayoría de los aerosoles marinos se crean a través de la explosión de burbujas de las olas rompientes y la acción capilar en la superficie del océano debido a la tensión ejercida por los vientos de la superficie. Entre los aerosoles marinos comunes, los aerosoles puros de sal marina son el componente principal de los aerosoles marinos con una emisión global anual de entre 2.000 y 10.000 teragramos por año. A través de las interacciones con el agua, muchos aerosoles marinos ayudan a dispersar la luz y ayudan a la condensación de las nubes y los núcleos de hielo (IN); por lo tanto, afecta el presupuesto de radiación atmosférica. Cuando interactúan con la contaminación antropogénica, los aerosoles marinos pueden afectar los ciclos biogeoquímicos a través del agotamiento de ácidos como el ácido nítrico y los halógenos.

## Basura espacial
Los desechos espaciales describen partículas en el vacío del espacio exterior, específicamente partículas que se originan de la actividad humana que permanecen en órbita geocéntrica alrededor de la Tierra. La Asociación Internacional de Astronautas define los desechos espaciales como "cualquier objeto orbital de la Tierra hecho por el hombre que no es funcional sin una expectativa razonable de asumir o reanudar su función prevista o cualquier otra función para la cual esté o pueda esperarse que esté autorizado, incluyendo fragmentos y sus partes".
Los desechos espaciales se clasifican por tamaño y propósito operacional, y se dividen en cuatro subconjuntos principales: cargas útiles inactivas, desechos operacionales, desechos de fragmentación y materia de micropartículas. Las cargas útiles inactivas se refieren a cualquier objeto espacial lanzado que haya perdido la capacidad de volver a conectarse a su operador espacial correspondiente; así, impidiendo un regreso a la tierra. En contraste, los escombros operacionales describen la materia asociada con la propulsión de una entidad más grande al espacio, que puede incluir etapas superiores del cohete y conos de nariz expulsados. Los residuos de fragmentación se refieren a cualquier objeto en el espacio que se haya disociado de una entidad más grande por medio de explosión, colisión o deterioro. La materia de micropartículas describe la materia espacial que normalmente no se puede ver a simple vista, incluidas las partículas, los gases y el flujo espacial.
En respuesta a una investigación que concluyó que los impactos de los desechos orbitales de la Tierra podrían generar mayores peligros para las naves espaciales que el ambiente natural de meteoroides, la NASA inició el programa de desechos orbitales en 1979, iniciado por la rama de Ciencias del Espacio en el Centro Espacial Johnson (JSC).  Comenzando con un presupuesto inicial de $ 70,000, el programa de desechos orbitales de la NASA comenzó con los objetivos iniciales de caracterizar los peligros inducidos por los desechos espaciales y creando estándares de mitigación que minimizarían el crecimiento del entorno de los desechos orbitales.  Para 1990, el programa de desechos orbitales de la NASA creó un programa de monitoreo de desechos, que incluía mecanismos para muestrear el entorno de órbita terrestre baja (LEO) para desechos de tan solo 6 mm con el radar de tierra Haystack X-band .

## Epidemiología
La contaminación por partículas se observa en todo el mundo en diferentes tamaños y composiciones y es el foco de muchos estudios epidemiológicos.  

### PM10y PM2.5
El material particulado (PM) generalmente se clasifica en dos categorías principales de tamaño: PM10 y PM2.5. La PM10, también conocida como materia particulada gruesa, consiste en partículas de 10 micrómetros (μm) y más pequeñas, mientras que la PM2.5, también llamada materia particulada fina, consta de partículas de 2.5 μm y más pequeñas. Las partículas de 2.5 μm o más pequeñas en tamaño son especialmente notables, ya que pueden inhalarse en el sistema respiratorio inferior y, con suficiente exposición, absorberse en el torrente sanguíneo.  La contaminación por partículas puede ocurrir directa o indirectamente a partir de varias fuentes, que incluyen, entre otras, la agricultura, los automóviles, la construcción, los incendios forestales, los contaminantes químicos y las centrales eléctricas.

### Exposición
La exposición a partículas de cualquier tamaño y composición puede ocurrir de forma aguda durante una corta duración, o de forma crónica durante una larga duración. La exposición a partículas se ha asociado con síntomas respiratorios adversos que van desde la irritación de las vías respiratorias, el asma agravada, la tos y la dificultad para respirar debido a la exposición aguda a síntomas como latidos cardíacos irregulares, cáncer de pulmón, enfermedad renal, bronquitis crónica y muerte prematura en personas que sufren De enfermedades cardiovasculares o pulmonares preexistentes debidas a la exposición crónica. La gravedad de los efectos en la salud generalmente depende del tamaño de las partículas y del estado de salud del individuo expuesto; Los adultos mayores, los niños, las mujeres embarazadas y las poblaciones inmunocomprometidas tienen el mayor riesgo de resultados de salud adversos.
Como resultado, la Agencia de Protección Ambiental de los Estados Unidos (EPA, por sus siglas en inglés) y varias agencias de salud en todo el mundo han establecido umbrales para concentraciones de PM 2.5 y PM 10 que se consideran aceptables. Sin embargo, no se conoce un nivel seguro de exposición y, por lo tanto, es probable que cualquier exposición a la contaminación por partículas incremente el riesgo de efectos adversos para la salud de una persona. En los países europeos, la calidad del aire en o por encima de 10 microgramos por metro cúbico de aire (μg/m³) para PM 2.5 aumenta la tasa de mortalidad diaria por todas las causas en 0.2-0.6% y la tasa de mortalidad cardiopulmonar en 6-13%.
En todo el mundo, se ha demostrado que las concentraciones de PM10 de 70 μg/m³ y las concentraciones de PM2.5 de 35 μg/m³ aumentan la mortalidad a largo plazo en un 15%. Más aún, aproximadamente 4,2 millones de todas las muertes prematuras observadas en 2016 ocurrieron debido a la contaminación por partículas en el aire, el 91% de las cuales ocurrió en países con un estatus socioeconómico bajo a medio. De estas muertes prematuras, el 58% se atribuyó a accidentes cerebrovasculares y cardiopatías isquémicas, el 8% a EPOC (enfermedad pulmonar obstructiva crónica) y el 6% a cáncer de pulmón.
En 2006, la EPA realizó designaciones de calidad del aire en los 50 estados, denotando áreas de alta contaminación basadas en criterios tales como datos de monitoreo de la calidad del aire, recomendaciones presentadas por los estados y otra información técnica; y redujo el Estándar Nacional de Calidad del Aire Ambiental para la exposición diaria a partículas en la categoría de 2.5 micrómetros y más pequeña de 15μg/m³ a 12μg/m³ en 2012. Como resultado, los promedios anuales de PM2.5 en los Estados Unidos han disminuido de 13.5 µg / m³ a 8.02µg/m³, entre 2000 y 2017.